# Balbir Szingh
Balbir Szingh (Haripur Khalsa, 1924. október 10. – Mohali, 2020. május 25.) háromszoros olimpiai bajnok indiai gyeplabdázó.

## Pályafutása
Az indiai válogatott tagjaként olimpiai bajnok lett az 1948-as londoni, az 1952-es helsinki és az 1956-os melbourne-i olimpián. Az 1958-as Ázsia-játékokon Tokióban ezüstérmet szerzett a válogatottal.

## Sikerei, díjai
- Olimpiai játékok
  - aranyérmes (3): 1948, Helsinki, 1952, Helsinki, 1956, Melbourne
- Ázsia-játékok
  - ezüstérmes: 1958, Tokió